# أكشاتا مورثي
أكشاتا مورثي (بالإنجليزية: Akshata Murty)، هي سيدة أعمال ومصممة أزياء هندية، وزوجة رئيس وزراء بريطانيا وزعيم حزب المحافظين، ريشي سوناك، أدرجتها "صنداي تايمز" ضمن قائمة أغنى 222 شخصاً في بريطانيا عام 2022، بثروة تتجاوز 730 مليون جنيه استرليني.

## حياتها المبكرة
ولدت أكشاتا مورثي في مدينة هوبلي بالهند عام 1980، وعلى الرغم من كونها ابنة الملياردير الهندي نارايانا مورتي، والذي يلقب بـ"بيل غيتس الهند"، إلا أنها عاشت حياة صعبة، وتنحدر من أسرة فقيرة قبل ثراء والدها، حيث يحكي والدها أنه لم يعرف عن ولادة ابنته إلا عبر زميل له كون أسرته لا تمتلك هاتفاً، وعند بلوغها عدة أشهر أرسلها والديها لتعيش مع جديها بينما كانا الوالدان يعملان في العاصمة الهندية.
درست أكشاتا الثانوية في مدرسة ببنغالورو في الهند، ثم انقلت إلى الولايات المتحدة الأمريكية، لتحصل على درجات علمية في الاقتصاد واللغة الفرنسية في كلية كليرمونت ماكينا في كاليفورنيا وفي معهد الأزياء للتصميم والتجارة في لوس أنجلوس، وتعرفت على زوجها الذي سيصبح أول رئيس وزراء لبريطانيا من أصول آسيوية، عند دراستها في جامعة ستانفورد للحصول على ماجستير إدارة الأعمال. وتزوجا بعد أربعة سنوات من تعارفهما، في عام 2009، في حفل فخم في بنغالورو في الهند.

## مسيرتها المهنية
في عام 2007، انضمت أكشاتا إلى شركة التكنولوجيا النظيفة الهولندية كمديرة تسويق، ثم دخلت إلى عالم صناعة الموضة، بتأسيسها شركة أزياء خاصة بها، "أكشاتا ديزاينز"، وأغلقت علامتها التجارية لاحقاً عام 2012، لتدير بعدها صندوق رأس مال استثماري عام 2013، وشاركت مع زوجها سوناك في تأسيس فرع في العاصمة البريطانية لندن، لشركة والدها، وتمتلك نسباً في شركات مطاعم "وينديز" و"جايمي اليفير" في الهند ، وكورو كيدز.